# Zemský okres Biberach
Zemský okres Biberach (německy Landkreis Biberach) je zemský okres ve spolkové zemi Bádensko-Württembersko v Německu. Tento okres sousedí (z jihu ve směru hodinových ručiček) s okresy Ravensburg, Sigmaringen, Reutlingen a Alba-Dunaj, a dvěma bavorskými okresy Neu-Ulm a Unterallgäu, a s nezávislým městským okresem městem Memmingen.

## Geografie
Okres leží v kopcovité krajině mezi řekami Dunaj a Iller. Dunaj křižuje okres v jeho nejzápadnější části a teče směrem z jihu na sever. Iller tvoří východní hranici okresu. Další řekou je Riß, pravý přítok Dunaje, křižuje okres z jihu na severu.
Federsee je jezírko na jihozápadě okresu. Jeho rozloha je jen 1,4 km², ale je známé pro neolitické nálezy a vzácné ptactvo.

## Obyvatelstvo
Vývoj počtu obyvatelstva okresu Biberach od roku 1973:
| Rok               | Obyvatelstvo |
| ----------------- | ------------ |
| 31. prosinec 1973 | 150 199      |
| 31. prosinec 1975 | 149 190      |
| 31. prosinec 1980 | 151 661      |
| 31. prosinec 1985 | 152 447      |
| 27. květen 1987   | 153 900      |

| Rok               | Obyvatelstvo |
| ----------------- | ------------ |
| 31. prosinec 1990 | 162 746      |
| 31. prosinec 1995 | 175 622      |
| 31. prosinec 2000 | 182 979      |
| 31. prosinec 2005 | 188 532      |
| 30. červen 2006   | 188 712      |

## Města a obce
| Města                                                                                              | Obce | |
| -------------------------------------------------------------------------------------------------- | --- | --- |
| 1. Bad Buchau 2. Bad Schussenried 3. Biberach an der Riß 4. Laupheim 5. Ochsenhausen 6. Riedlingen | 1. Achstetten 2. Alleshausen 3. Allmannsweiler 4. Altheim 5. Attenweiler 6. Berkheim 7. Betzenweiler 8. Burgrieden 9. Dettingen 10. Dürmentingen 11. Dürnau 12. Eberhardzell 13. Erlenmoos 14. Erolzheim 15. Ertingen 16. Gutenzell-Hürbel 17. Hochdorf 18. Ingoldingen 19. Kanzach | 1. Kirchberg an der Iller 2. Kirchdorf 3. Langenenslingen 4. Maselheim 5. Mietingen 6. Mittelbiberach 7. Moosburg 8. Oggelshausen 9. Rot 10. Schemmerhofen 11. Schwendi 12. Seekirch 13. Steinhausen 14. Tannheim 15. Tiefenbach 16. Ummendorf 17. Unlingen 18. Uttenweiler 19. Wain 20. Warthausen |

## Politika

### Zemští radové
Zemský rada je šéfem krajské rady a je volen každých osm let krajskou radou.
Od roku 1937 působily následující osoby v pozici zemského rady:
- 1937–1945: Maximilian Wizigmann
- 1945–1946: Fritz Erler, SPD
- 1946–1947: Carl Eugen Sprenger
- 1947–1973: Paul Heckmann
- 1973–1992: Wilfried Steuer, CDU
- 1992–2006: Peter Schneider, CDU
- od roku 2006: Heiko Schmid